# 奧庫維里區
奧庫維里區（西班牙語：Distrito de Ocuviri），是秘魯的一個區，位於該國東南部普諾大區的蘭帕省，面積878.26平方公里，海拔高度4,230米，2005年人口2,244，人口密度每平方公里2.6人。